# Метод монтажа ЛЭП «Под тяжением»
Метод монтажа ЛЭП «Под тяжением» — современный метод монтажа линий электропередачи без раскатки провода по земле.

## Технология
До середины XX века строительство воздушных ЛЭП практически во всех странах мира не сильно отличалось друг от друга. Раскатка проводов проходила по земле. Провод тащился по земле с помощью тракторов или мощных тягачей. Такая система приводила к тому, что провод получал многочисленные повреждения и требовал ремонта в процессе монтажа. Мелкие, незамеченные царапины и сколы были причиной коронного разряда, что приводило к дополнительным потерям передаваемой энергии.
В пятидесятых годах XX века в Европе был разработан так называемый метод «под тяжением». Он подразумевает под собой раскатку провода сразу на установленные опоры при помощи специальных роликов. Были созданы машины, способные производить такую работу. С одного конца линии устанавливается натяжная машина, с другого — тормозная.
Новаторский метод монтажа проводов и грозотроса воздушных линий электропередачи «под тяжением», то есть с применением программируемых натяжных машин, позволяет производить раскатку проводов без опускания их на землю, что упрощает монтаж переходов через транспортные пути, инженерные сооружения и линии электропередач, помогает избежать повреждений провода в процессе монтажа, что в свою очередь сокращает потери электроэнергии при её передаче и радиопомехи. Также новый метод уменьшает нанесение ущерба землепользователям при строительстве ЛЭП. Впервые на российских линиях сверхвысокого напряжения этот метод был опробован в 2004 году при сооружении линии электропередачи ОАО «ФСК ЕЭС» 750 кВ Калининская АЭС — Белозерская.

При осуществлении монтажа проводов методом «под тяжением» можно выделить пять основных этапов: подготовительные работы; раскатка троса-лидера; протяжка провода; натягивание, визирование и крепление; перекладка проводов, установка дистанционных распорок.

## Виды техники для монтажа ЛЭП

### Гидравлическая натяжная машина
Гидравлическая натяжная машина представляет собой систему из дизельного двигателя, закрытого гидравлического контура и вращающихся колес — кабестанов (диаметр 200-1000мм). Лидер-трос, установленный на этой машине, проходя через кабестаны и сцепляясь с прокладываемым проводом при помощи головного зажима (т. н. «чулок»), тянет данный провод через ролики, заранее установленные на опорах.
Гидравлическая натяжная машина предназначена для прокладки (тяжения) одного или нескольких кабелей, проводов.

### Гидравлическая тормозная машина
Тормозная машина, так же как и натяжная, снабжена кабестанами, но значительно большего диаметра (примерно в 3-4 раза). Это обусловлено тем, что, в отличие от натяжной машины, через тормозную проходит не трос, а провод, который значительно более чувствителен к изгибам. Торможение происходит за счет гидравлической системы и силы трения между проводом и кабестаном и обуславливает прокладку проводов без рывков и перепадов по силе, вызванных различными факторами, присущими любой прокладке (перепад высот, провисы провода и т. д.).
Гидравлическая тормозная машина предназначена для торможения одного или нескольких кабелей, проводов, что позволяет производить прокладку сразу нескольких элементов, сокращая время на монтаж.

### Гидравлическая натяжная-тормозная (реверсивная) машина
Помимо натяжных и тормозных машин, в методе «под тяжением» используются также и натяжные-тормозные (реверсные) машины. Диаметр кабестанов такой же, как у тормозных машин (1200-1500 мм). Данные машины могут работать и как натяжные, и как тормозные машины. Кроме того, они позволяют сматывать старый провод, соединенный муфтами, которые в силу своего большого размера не способны проходить через кабестаны натяжной машины.

## Преимущества метода монтажа «под тяжением»

### Отсутствие коронного эффекта
Когда нет повреждений на проводе, коронный эффект уменьшается.
Провод не портится, так как при монтаже «под тяжением» он не касается земли, следовательно, на алюминиевой поверхности провода не образуются ни зазубрины, ни забоины, нет повреждений и обрывов проволок. В целом проводе коронный эффект резко сокращается.
Поврежденный провод может иметь различные проблемы:
- Дисперсию энергии, что означает повышение сопротивления и как следствие нагрев кабеля.
- Увеличение радиопомех в телекоммуникациях
- Увеличение шума.

### Невмешательство в окружающую среду
Так как в процессе монтажа провода всегда находятся далеко от земли, это позволяет работать в любой обстановке и в любом месте. Необходимо создать только две площадки: одну для натяжной и одну для тормозной машины — с расстоянием между ними от 6 до 12 км (и более, в зависимости от строительных длин проводов и оптических кабелей). Между этими двумя площадками не будет никакого влияния на окружающую среду или на инфраструктуру (монтаж ведется с соблюдением всех необходимых габаритов над пересекаемыми объектами).
При строительстве воздушной линии (ВЛ) всегда прорубается просека, ширина которой зависит от класса напряжения. Поэтому невмешательство в окружающую среду оказывается довольно посредственным.

### Скорость и экономичность
Вследствие присутствия естественных преград (рек, озёр, гор, лесов, болот и других), а также искусственных преград (железные и автомобильные дороги, здания и т. д.), описываемый способ облегчает и ускоряет монтаж ЛЭП и ВОЛС.
Экономия времени очень важна, т.к. при прокладке и строительстве линий зачастую происходит отключение электрических сетей и временные рамки ограничены.

### Безопасность
Натяжные и тормозные машины могут быть оснащены устройствами предварительного выбора максимальной силы тяги и по её постоянному контролю. Такое устройство мгновенно прекратит работу машины при достижении заданного уровня тяжения, дабы не повредить провод, грозотрос (кабель).
Кроме этого, натяжные машины могут быть оснащены устройством регистрации силы тяжения (в том числе в электронном виде); показатели силы тяжения во время монтажа можно также распечатать на бумаге при помощи встроенного или отдельного принтера. Значительное удобство достигается тогда, когда такое устройство объединяет в себе функции динамометра, спидометра и регистратора и установлено прямо на машине.
Распечатка показателей тяжения после работы может быть предоставлена как доказательство правильного выполнения работы по монтажу.

## Основные характеристики процесса монтажа ЛЭП
Длина участка:
- На равнине: от 5 до 12-15 км
- При холмистой местности: от 3 до 5 км
- В горах: определяется каждый раз отдельно

Требуемая рабочая сила: бригада обычно состоит из 15 — 25 человек

## Метод монтажа ЛЭП «под тяжением» в России
В Россию технология монтажа «под тяжением» пришла в 1996 году в ходе строительства межгосударственной линии между Финляндией и Россией (линия 400 кВ из Выборга до государственной границы). Это было первое строительство, выполненное «методом монтажа под тяжением». Впоследствии метод был признан единственным применимым при строительстве, что подтверждено Технической политикой ОАО «ФСК ЕЭС» (РФ). Большинство организаций, которые занимаются монтажом, ремонтом и заменой воздушных линий электропередач, имеют у себя на вооружении натяжные и тормозные машины.